# Distrito de Dreux
El distrito de Dreux es un distrito (en francés arrondissement) de Francia, que se localiza en el departamento de Eure y Loir (en francés Eure-et-Loir), de la región Centro-Valle de Loira. Cuenta con 9 cantones y 109 comunas.

## División territorial

### Cantones
Los cantones del distrito de Dreux son:
1. Cantón de Anet
2. Cantón de Brezolles
3. Cantón de Châteauneuf-en-Thymerais
4. Cantón de Dreux-Este
5. Cantón de Dreux-Oeste
6. Cantón de Dreux-Sur
7. Cantón de La Ferté-Vidame
8. Cantón de Nogent-le-Roi
9. Cantón de Senonches

### Comunas
| 1. Abondant (28001)                       | 2. Allainville (28003)             | 3. Anet (28007)                         | 4. Ardelles (28008)                  |
| 5. Aunay-sous-Crécy (28014)               | 6. Beauche (28030)                 | 7. Berchères-sur-Vesgre (28036)         | 8. Boissy-en-Drouais (28045)         |
| 9. Boissy-lès-Perche (28046)              | 10. Boncourt (28050)               | 11. Le Boullay-Mivoye (28054)           | 12. Le Boullay-Thierry (28055)       |
| 13. Le Boullay-les-Deux-Églises (28053)   | 14. Boutigny-Prouais (28056)       | 15. Brezolles (28059)                   | 16. Broué (28062)                    |
| 17. Bréchamps (28058)                     | 18. Bérou-la-Mulotière (28037)     | 19. Bû (28064)                          | 20. Champagne (28069)                |
| 21. La Chapelle-Forainvilliers (28076)    | 22. La Chapelle-Fortin (28077)     | 23. Charpont (28082)                    | 24. Chaudon (28094)                  |
| 25. La Chaussée-d'Ivry (28096)            | 26. Cherisy (28098)                | 27. Châtaincourt (28087)                | 28. Châteauneuf-en-Thymerais (28089) |
| 29. Les Châtelets (28090)                 | 30. Coulombs (28113)               | 31. Croisilles (28118)                  | 32. Crucey-Villages (28120)          |
| 33. Crécy-Couvé (28117)                   | 34. Dampierre-sur-Avre (28124)     | 35. Digny (28130)                       | 36. Dreux (28134)                    |
| 37. Escorpain (28143)                     | 38. Faverolles (28146)             | 39. Favières (28147)                    | 40. La Ferté-Vidame (28149)          |
| 41. Fessanvilliers-Mattanvilliers (28151) | 42. Fontaine-les-Ribouts (28155)   | 43. La Framboisière (28159)             | 44. Garancières-en-Drouais (28170)   |
| 45. Garnay (28171)                        | 46. Germainville (28178)           | 47. Gilles (28180)                      | 48. Goussainville (28185)            |
| 49. Guainville (28187)                    | 50. Havelu (28193)                 | 51. Jaudrais (28200)                    | 52. Lamblore (28202)                 |
| 53. Laons (28206)                         | 54. Lormaye (28213)                | 55. Louvilliers-en-Drouais (28216)      | 56. Louvilliers-lès-Perche (28217)   |
| 57. Luray (28223)                         | 58. Maillebois (28226)             | 59. La Mancelière (28231)               | 60. Marchezais (28235)               |
| 61. Marville-Moutiers-Brûlé (28239)       | 62. Le Mesnil-Simon (28247)        | 63. Le Mesnil-Thomas (28248)            | 64. Montigny-sur-Avre (28263)        |
| 65. Montreuil (28267)                     | 66. Morvilliers (28271)            | 67. Mézières-en-Drouais (28251)         | 68. Nogent-le-Roi (28279)            |
| 69. Néron (28275)                         | 70. Ormoy (28289)                  | 71. Ouerre (28292)                      | 72. Oulins (28293)                   |
| 73. Les Pinthières (28299)                | 74. Prudemanche (28308)            | 75. La Puisaye (28310)                  | 76. Puiseux (28312)                  |
| 77. Les Ressuintes (28314)                | 78. Revercourt (28315)             | 79. Rohaire (28316)                     | 80. Rouvres (28321)                  |
| 81. Rueil-la-Gadelière (28322)            | 82. Saint-Ange-et-Torçay (28323)   | 83. Saint-Jean-de-Rebervilliers (28341) | 84. Saint-Laurent-la-Gâtine (28343)  |
| 85. Saint-Lubin-de-Cravant (28346)        | 86. Saint-Lubin-de-la-Haye (28347) | 87. Saint-Lubin-des-Joncherets (28348)  | 88. Saint-Lucien (28349)             |
| 89. Saint-Maixme-Hauterive (28351)        | 90. Saint-Ouen-Marchefroy (28355)  | 91. Saint-Rémy-sur-Avre (28359)         | 92. Saint-Sauveur-Marville (28360)   |
| 93. Sainte-Gemme-Moronval (28332)         | 94. La Saucelle (28368)            | 95. Saulnières (28369)                  | 96. Saussay (28371)                  |
| 97. Senantes (28372)                      | 98. Senonches (28373)              | 99. Serazereux (28374)                  | 100. Serville (28375)                |
| 101. Sorel-Moussel (28377)                | 102. Thimert-Gâtelles (28386)      | 103. Tremblay-les-Villages (28393)      | 104. Tréon (28394)                   |
| 105. Vernouillet (28404)                  | 106. Vert-en-Drouais (28405)       | 107. Villemeux-sur-Eure (28415)         | 108. Villiers-le-Morhier (28417)     |
| 109. Écluzelles (28136)                   |                                    |                                         |                                      |